# 杜米·祖歷
杜米·祖歷（英語：Tomi Juric；1991年7月22日—），是一名澳洲職業足球員，司職前鋒，現效力瑞士足球超級聯賽球會盧塞恩足球會。
祖歷是球隊的年輕前鋒，他具活力，不斷走位而且埋門質素不俗，是球隊重要的取分之匙。2014年亞冠盃決賽首回合，他為球隊一箭定江山，1:0擊敗對手希拉爾，由於次回合賽和，他的唯一入球助球隊歷史性贏得冠軍。